# Combat de Wagadou (2019)
Pour les articles homonymes, voir Combat de Wagadou.
Guerre du Mali
Batailles
Le combat de Wagadou se déroule les 20 et 21 décembre 2019 lors de la guerre du Mali. 

## Déroulement
Dans la nuit du 20 au 21 décembre, l'armée française lance une opération contre un groupe de djihadistes dans la région de Mopti. L'affrontement a lieu dans la forêt de Wagadou, près de la frontière avec la Mauritanie, et le groupe ciblé appartient à la katiba Macina, elle-même affiliée au Groupe de soutien à l'islam et aux musulmans.
Après avoir obtenu plusieurs renseignements les jours précédents sur un rassemblement de groupes djihadistes, l'armée française déclenche son opération le 20 décembre,. L'attaque est menée contre un campement dans une zone densément boisée,. Un assaut héliporté guidé par un drone MQ-9 Reaper est mené de nuit par plusieurs dizaines de commandos appuyés par des hélicoptères Tigre,. Les combats s'achèvent le matin du 21 décembre,.
Un autre affrontement éclate ensuite dans la journée, lorsque des commandos sont attaqués par des djihadistes à moto alors qu'ils procédaient à la fouille de la zone des combats. Un drone Reaper et une patrouille de Mirage 2000 interviennent alors pour bombarder les assaillants. Il s'agit de la première frappe de drone effectuée par l'armée française dans une opération,.

## Pertes
Le 21 décembre, le président français Emmanuel Macron et le ministère français des Armées annoncent que 33 djihadistes ont été « neutralisés » lors de l'opération et qu'un autre a été capturé, tandis que deux gendarmes maliens retenus prisonniers ont été délivrés,,,. Quatre pick-ups, dont un équipé d'un canon anti aérien, quatre motos et des armes dont des mitrailleuses lourdes sont saisis,.
Dans un deuxième communiqué, le ministère français des Armées annonce ensuite que sept djihadistes de plus ont été « neutralisés » dans l'action du 21 décembre, faisant passer à 40 le nombre des tués,,.